# Serowe koniki
Serowe koniki i tworzenie z sera to unikalny rodzaj ukraińskiego ludowego rzemiosła, które ma swoje korzenie w Karpatach. Jest to sztuka tworzenia figurek, takich jak koniki, baranki i inne, z sera, która ma długą historię i głębokie znaczenie obrzędowe. Serowe figurki tradycyjnie były wykorzystywane jako amulety i magiczne atrybuty w obrzędach, a także do ozdabiania świątecznych stołów pięknymi jadalnymi zabawkami z sera. Dzięki swojej wyjątkowości plastyki serowej ma szansę zostać wpisana do krajowego rejestru niematerialnego dziedzictwa kulturowego Ukrainy. 

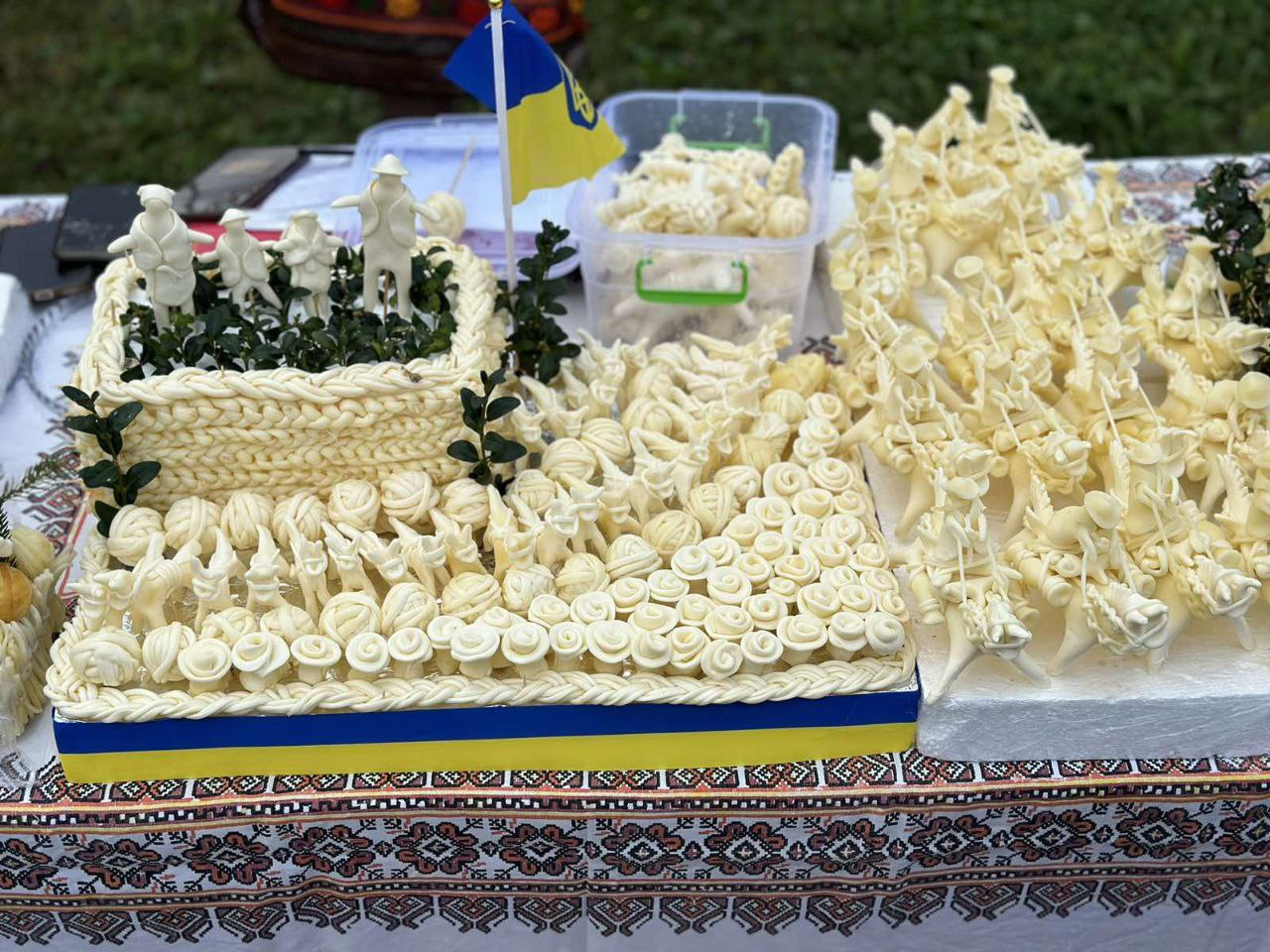

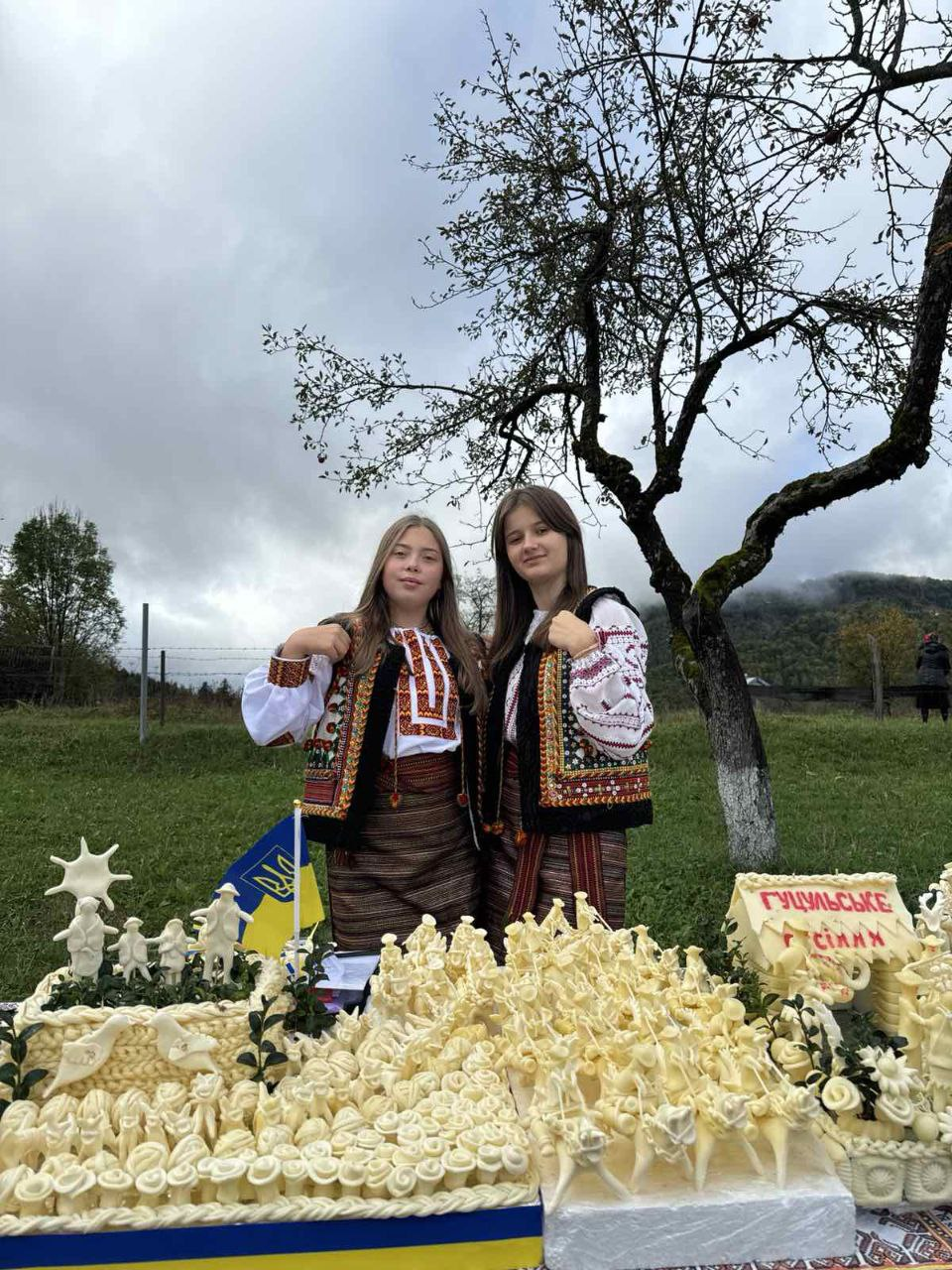

## Historia modelowania koni serowych
Tworzenie serowych figurek ma długą historię, sięgającą wielu wieków. Jedną z popularnych wersji jej powstania jest legenda opowiadająca o pasterzu, który przygotowywał kolację dla swojej drużyny. Pewnego razu, podczas przygotowywania jedzenia, kawałek sera przypadkowo wpadł do gorącej wody, a pasterz, wyciągając go, zauważył, że ser stał się miękki i elastyczny. Obserwując ten proces, spróbował uformować z sera figurki, i tak powstały pierwsze serowe koniki. Od tego czasu tworzenie serowych figurek stało się zwyczajem pasterzy w Karpatach.
Z biegiem lat tradycja tworzenia takich zabawek była przekazywana z pokolenia na pokolenie. Początkowo proces ten był charakterystyczny dla mężczyzn-pasterzy, którzy tworzyli serowe figurki jako amulety dla swoich rodzin. Jednak z czasem wytwarzanie serowych figurek stało się głównie kobiecą sprawą, a technologia wytwarzania sera w warunkach domowych znacznie się skomplikowała.

## Technologia wytwarzania serowych figurek
Do wytwarzania serowych figurek wykorzystuje się świeży ser zrobiony z mleka krowiego lub owczego. Mleko wlewa się do garnka i dodaje się specjalną zakwaskę. Ten proces pozwala na uzyskanie płynnego, ale jednocześnie lepkiego sera.
Następnie ser kroi się na kawałki i wrzuca do wrzącej wody. Po tym, jak ser się podgrzeje, szybko się go wyciąga i formuje z niego różne figurki. Gotowe wyroby zanurza się w solance, aby utrwalić ich kształt. Wytrzymałość figurek zależy od koncentracji soli w roztworze. W wyniku tego procesu serowe figurki stają się twarde i można je przechowywać przez długi czas.

## Obrzędowe znaczenie serowych figurek
Serowe figurki miały duże znaczenie obrzędowe w tradycjach Karpat. Wykorzystywano je do ozdabiania świątecznych stołów w czasie Wielkanocy, a także do obdarowywania nowożeńców i dzieci. W dawnych czasach serowe baranki były darowane na weselach jako symbol bogactwa i dobrobytu, a bajgle – na szczęście. Na Wielkanoc duże serowe koniki kładziono do świątecznego koszyka, a serowe baranki rozdzielano na pamiątkę po zmarłych krewnych.
Serowe figurki były również ważnymi atrybutami świąt kościelnych i wykorzystywane jako przedmioty rytualne podczas obrzędów. Podczas zaręczyn dziewczyna obdarowywała starostów serowymi barankami jako znak zgody, a na weselu figurki te darowano jako amulety dla młodej pary. Ponadto serowe figurki były darowane dzieciom podczas obrzędów związanych z kolędowaniem i siewem, a także na zdrowie domowych zwierząt.

## Rozpowszechnienie i współczesny stan wytwarzania figurek z sera

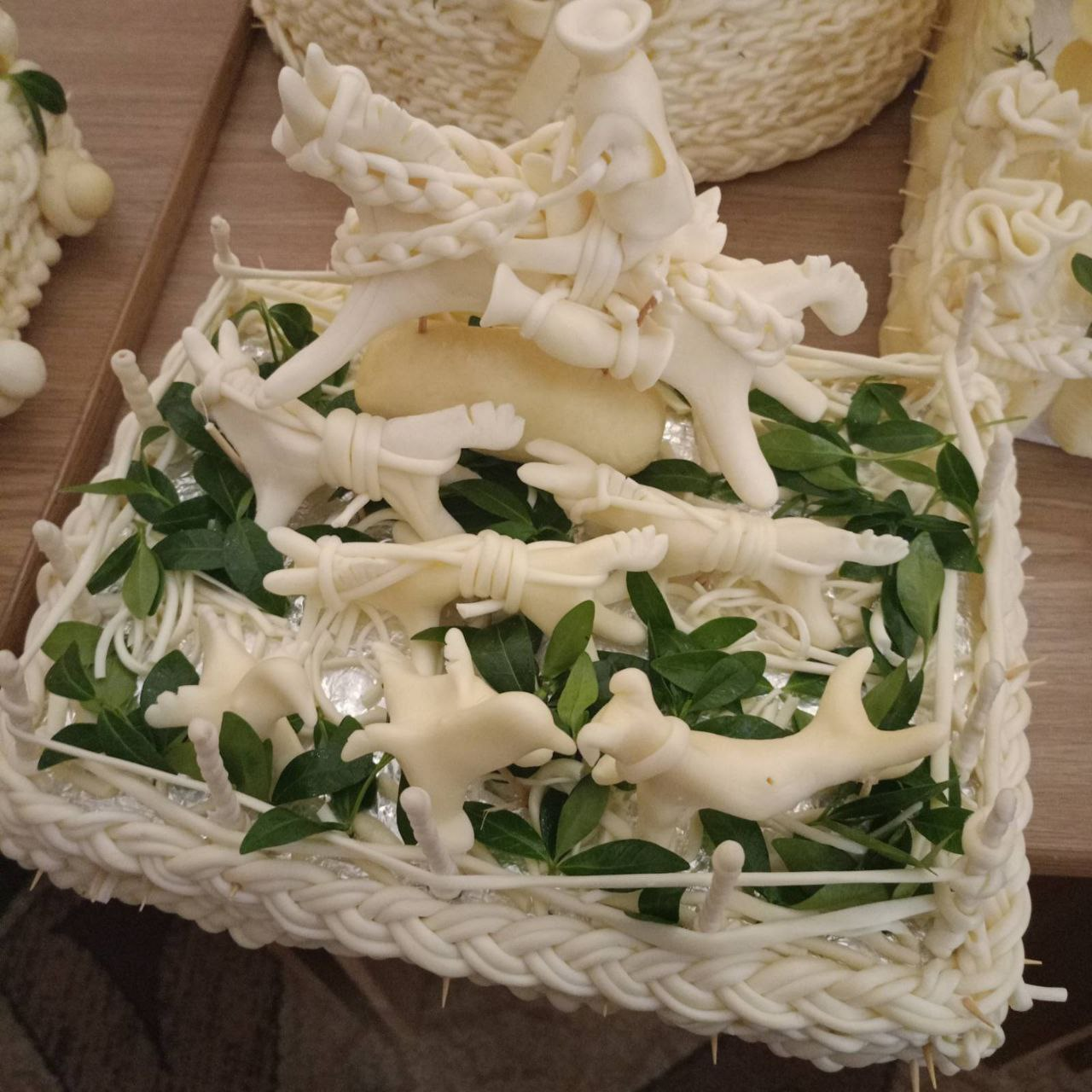

Z biegiem czasu serowe figurki stały się popularne nie tylko w Karpatach, ale także w innych regionach Ukrainy. Szczególnie widoczne stało się to w ostatnich dekadach, kiedy to ten ludowy rzemiosło przyciągnęło uwagę turystów. W Karpatach, szczególnie we wsiach rejonu Kosówa i Wierchowiny, lokalni mistrzowie wytwarzają serowe figurki, które cieszą się dużym zainteresowaniem wśród odwiedzających. Turyści mogą nie tylko kupić takie pamiątki, ale również zobaczyć proces tworzenia serowych wyrobów, co dodaje temu rzemiosłu szczególnego uroku.
W ostatnich latach tradycja plastiki serowej stała się ważnym elementem dziedzictwa kulturowego Ukrainy. Ukraińska figurka serowa jest niepowtarzalna. Ma swoją szczególną technikę wytwarzania oraz symbolikę, która wiąże się z głębokimi wierzeniami i tradycjami charakterystycznymi dla ukraińskiego narodu.

## Perspektywy i ochrona tradycji
Plastyka serowa jest jaskrawym przykładem niematerialnego dziedzictwa kulturowego, które wymaga ochrony i wsparcia. Biorąc pod uwagę jej wyjątkowość i znaczenie dla kultury ukraińskiej, eksperci proponują wpisanie plastiki serowej do krajowego rejestru niematerialnego dziedzictwa kulturowego Ukrainy. Umożliwi to zachowanie nie tylko technologii wytwarzania serowych figurek, ale także przekazanie wiedzy o tym rodzaju sztuki przyszłym pokoleniom.
Na współczesnym etapie serowe koniki są nieodłączną częścią krajobrazu kulturowego Ukrainy. Pełnią zarówno funkcję estetyczną, jak i promocyjną, popularyzując ukraińską sztukę ludową na arenie międzynarodowej. Serowe koniki są ważnym elementem niematerialnego dziedzictwa kulturowego Ukrainy, który zachowuje tradycje związane z życiem codziennym, wierzeniami i estetyką ludności huculskiej.

## Ciekawe fakty
Najwięcej serowych figurek wytwarza się we wiosce Brustury, która nawet zdobyła tytuł „Stolicy serowych koników”. To rzemiosło jest unikalne dla Ukrainy i może stać się częścią krajowego rejestru niematerialnego dziedzictwa kulturowego.